# ジュール・フェリー

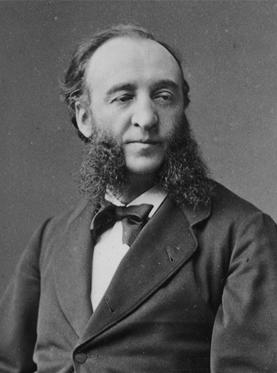
ジュール・フェリー

ジュール・フランソワ・カミーユ・フェリー（Jules François Camille Ferry、1832年4月5日 - 1893年3月17日）は、フランスの政治家。第三共和政の下で首相を2度務めた（在任：1880年 – 1881年、1883年 – 1885年）。初等教育の無償化、世俗化、義務化を実現した。

## 略歴

### 生い立ち
1832年4月5日にサン＝ディエ＝デ＝ヴォージュ（ヴォージュ県サン・ディエ）で生まれ、パリで法学を修め、1854年に弁護士資格を取得した。しかし、フェリーはすぐに政治に関わるようになり、『ル・タン』紙など多くの新聞に寄稿してフランス第二帝政を激しく批判、特にセーヌ県知事ジョルジュ＝ウジェーヌ・オスマンを集中的に攻撃した。1868年には『オスマンの幻想物語』を出版して、オスマンの大規模開発事業を抗議した。

### 政界入り
1869年にパリの立法院議員に当選した後、対独宣戦布告（普仏戦争）に反対した。1870年9月6日に国防政府よりセーヌ県知事に任命された。セーヌ県知事としては包囲戦の最中のパリの行政を担当、最後の一人になるまで市庁に残ったことが、のちに賞賛された。その後、パリ・コミューン期を経て1871年6月5日に辞任を余儀なくされた。
1872年から1873年までアドルフ・ティエールの任命により在ギリシャフランス公使を務めた。しかし一方でヴォージュ県の代表として代議院議員に当選、共和派オポチュニスト党（Républicains opportunistes、中道共和派とも）の指導者の1人になった。

### 公共教育大臣として
1879年2月4日に共和派初の内閣であるウィリアム・アンリ・ワディントン内閣が成立すると、フェリーも入閣して公共教育大臣を務めた。いわゆるジュール・フェリー法と呼ばれる一連の教育に関する法律の策定に取りかかる。教育相時代には私学による学位授与の禁止（1880年3月12日）や許可を受けていない宗教団体の解散（1880年3月29日）といった措置を講じた。その後、1880年9月23日から1881年11月10日まで首相を務め、初等教育の無償化（1881年6月16日）や女子中等教育の拡充（1881年12月21日）を行う。
シャルル・ド・フレシネ内閣の下で1882年1月31日から同年7月29日まで再び教育相を務めることとなり、ライシテと義務教育に関する法律（1882年3月28日）や女子高等師範学校の設置および女性に対するアグレガシオン（1等教員資格）の授与（1882年7月13日）を実行に移した。。

### 外務大臣として
教育政策に熱心だったフェリーは同時にフランスの植民地拡大を積極的に支持しており、チュニジア侵攻の際には1881年にチュニジアを保護国化した（バルドー条約も参照）。また、第1次マダガスカル遠征を終結した条約（1885年12月17日）を準備したほか、コンゴ遠征やニジェール遠征を推進、ヴェトナムにも勢力を拡大した。
1883年2月21日に始まる2度目の首相在任期に、ヴェトナム侵攻に際して、中国（清）との衝突（清仏戦争）を引き起こした。しかし、清仏戦争において第二次ランソン攻勢という大失態を起こしてしまい（トンキン騒動）、1885年3月30日に辞任を余儀なくされた。ただし、1885年6月9日に締結された講和条約である天津条約はフェリーの功労である。

### 晩年
1887年12月2日にジュール・グレヴィ大統領が辞任すると大統領選挙が行われ、フェリーも立候補したが、急進共和派はフェリーへの支持を拒否、結局フェリーはマリー・フランソワ・サディ・カルノーを支持して選挙戦から撤退した。10日にはブーランジェ運動の活動員の凶弾で負傷した。1890年に元老院議員に当選、死去から3週間前には元老院議長に選出された。1887年12月に受けた銃創が完治しないまま、1893年3月17日に死去した。死後、代議院はフェリーの国葬を可決した。